# Deutsche Bank
Deutsche Bank AG (Njemačka banka), njemačka je bankarska i novčarska tvrtka sa sjedištem u Frankfurtu. S više od 100.000 zaposlenih koji djeluju u 70 država svijeta ubraja se među najveće europske banke, a prema ostvarenoj dobiti je među 20 najvećih u svijetu.
Osnovana je u Berlinu 1870. za vanjsku trgovinu. Među osnivačima su bil članovi više banaka iz Pruske. Tijekom Drugog svjetskog rata otvarala je podružnice u marionteskim državama Trećeg Reicha i odobrila kredit za gradnju Auschwitza. Nakon rata, zapadnonjemačke vlasti podijelile su 1948. banku u 10 područnih banaka, koje su 1952. spojene u tri veće banke. Pet godina kasnije, ponovno su spojene u današnju banku.
Od listopada 2001., banka trguje na Njujorškoj burzi. U kriznoj 2008. Deutsche Bank prvi je puta u pet desetljeća prijavila ukupni gubitak, iako je primla milijarde dolara "financijskih injekcija" od američkog AIG-a. U pretkriznom vremenu banka je bila više puta optužena za špijunažu, 2015. morala je platiti 258 milijuna dolara kazne ta trgovanje s Burmom, Libijom, Sudanom, Iranom i Sirijom, kojima je SAD nametnuo sankcije.

## Vanjske poveznice
- www.db.com Službene međumrežne stranice